# Liste der Baudenkmale in Wriedel
In der Liste der Baudenkmale in Wriedel sind alle Baudenkmale der niedersächsischen Gemeinde Wriedel aufgelistet.  Die Quelle der IDs und der Beschreibungen ist der Denkmalatlas Niedersachsen. Der Stand der Liste ist der 15. November 2021.

## Allgemein
In den Spalten befinden sich folgende Informationen:
- Lage: die Adresse des Baudenkmales und die geographischen Koordinaten. Kartenansicht, um Koordinaten zu setzen. In der Kartenansicht sind Baudenkmale ohne Koordinaten mit einem roten Marker dargestellt und können in der Karte gesetzt werden. Baudenkmale ohne Bild sind mit einem blauen Marker gekennzeichnet, Baudenkmale mit Bild mit einem grünen Marker.
- Bezeichnung: Bezeichnung des Baudenkmales
- Beschreibung: die Beschreibung des Baudenkmales. Unter § 3 Abs. 2 NDSchG werden Einzeldenkmale und unter § 3 Abs. 3 NDSchG Gruppen baulicher Anlagen und deren Bestandteile ausgewiesen.
- ID: die Objekt-ID des Baudenkmales
- Bild: ein Bild des Baudenkmales, ggf. zusätzlich mit einem Link zu weiteren Fotos des Baudenkmals im Medienarchiv Wikimedia Commons. Wenn man auf das Kamerasymbol klickt, können Fotos zu Baudenkmalen aus dieser Liste hochgeladen werden:

## Wriedel

### Gruppen baulicher Anlagen in Wriedel
Die Gruppe „Denkmal“ hat die ID 31080462.

| Lage                                   | Bezeichnung    | Beschreibung | ID       | Bild |
| -------------------------------------- | -------------- | ------------ | -------- | ---- |
| Hauptstraße 53° 1′ 56″ N, 10° 18′ 9″ O | Kriegerdenkmal |              | 31103530 | BW   |
| Hauptstraße 53° 1′ 56″ N, 10° 18′ 8″ O | Grünanlage     |              | 31103744 | BW   |
| Hauptstraße 53° 1′ 56″ N, 10° 18′ 8″ O | Einfriedung    |              | 31103673 | BW   |

### Einzelbaudenkmale
| Lage                                     | Bezeichnung      | Beschreibung | ID       | Bild           |
| ---------------------------------------- | ---------------- | --- | -------- | -------------- |
| Kirchsteig 2 53° 1′ 56″ N, 10° 17′ 55″ O | Kirche           | Die Suidbert-Kirche Wriedel ist ein einschiffiger Sichtbacksteinbau unter Satteldach, mit eingerückter polygonaler Chorapsis, Querhaus und Westturm. Frei angewandte, gotisierende Gestaltungsformen. 1912-1913 nach Plänen des Uelzener Architekten Eberhard Warnecke errichtet. | 31103493 | Weitere Bilder |
| Kirchsteig 2 53° 1′ 55″ N, 10° 17′ 54″ O | Kirchhof         | Freifläche um die Kirche, heute ohne Friedhofsnutzung. Leicht erhöht gelegen. Feldstein-Stützmauer zur Straße hin, vermutlich zeitgleich mit der Kirche errichtet. Rasenfläche und prägender Baumbestand.                                                                         | 31103656 | BW             |
| Hauptstraße 53° 1′ 45″ N, 10° 17′ 47″ O  | Bethlehemskirche | Das Kirchenschiff der Bethlehemskirche Wriedel wurde 1878 errichtet und 1909 um einen Turm ergänzt. Die Bethlehemskirche ist eine Backsteinkirche im Stil der Neugotik. | 31103512 | Weitere Bilder |

## Arendorf

### Einzeldenkmal in Arendorf
| Lage                              | Bezeichnung | Beschreibung | ID       | Bild |
| --------------------------------- | ----------- | --- | -------- | ---- |
| Nr. 8 53° 2′ 13″ N, 10° 19′ 28″ O | Speicher    | Anderthalbgeschossiger verbohlter Wandständerbau unter Satteldach mit Betonsteindeckung. Außentreppe am Südgiebel. Inschriftliche Datierung am Türsturz: 1837. | 31102998 | BW   |

## Arnoldshof

### Einzeldenkmal in Arnoldshof
| Lage                        | Bezeichnung | Beschreibung | ID       | Bild |
| --------------------------- | ----------- | --- | -------- | ---- |
| 53° 2′ 18″ N, 10° 14′ 48″ O | Denkmal     | Findling mit Portraitmedaillon und Inschrift für Arnold Kröger, der vor dem 1. Weltkrieg die umliegenden Heideflächen kultivierte. | 31103016 | BW   |

## Brambostel

### Einzeldenkmal in Brambostel
| Lage                               | Bezeichnung | Beschreibung | ID       | Bild |
| ---------------------------------- | ----------- | --- | -------- | ---- |
| Nr. 3 52° 57′ 41″ N, 10° 14′ 57″ O | Speicher    | Anderthalbgeschossiger Wandständerbau in Bohlenfachwerk unter Satteldach in Ziegelpfannendeckung. Doppelspeicher mit Außentreppen an beiden Giebeln. Inschriftliche Datierung am Türsturz: 1851. | 31103152 | BW   |

## Brockhöfe

### Einzeldenkmal in Brockhöfe
| Lage                                    | Bezeichnung  | Beschreibung | ID       | Bild |
| --------------------------------------- | ------------ | --- | -------- | ---- |
| Dorfstraße 8 53° 0′ 58″ N, 10° 17′ 2″ O | Schulgebäude | Anlage auf U-förmigem Grundriss, bestehend aus unterschiedlich alten Baukörpern. Traufständiger eingeschossiger Sichtbacksteinbau unter Halbwalmdach mit nordwestlich anschließendem Wirtschaftsflügel. Architekt: Wilhelm Matthies, Bardowick. 1906. Am Südgiebel des Hauptbaus anschließender jüngerer Klassentrakt in Sichtbackstein unter Satteldach, vermutlich nach dem Zweiten Weltkrieg in angepasster Gestaltung nach Westen verlängert. Mit Uhrwerk von Weule, Bockenem 1906(i), Zifferblatt und Glocke.                     | 31103188 | BW   |
| Dorfstraße 3 53° 0′ 56″ N, 10° 17′ 6″ O | Wohnhaus     | Eingeschossiger traufständiger Sichtbacksteinbau unter Halbwalmdach in Ziegelpfannendeckung. Straßenseitig polygonaler Vorbau mit polygonalem Aufbau sowie seitlichen Bandgauben, rückseitig rechteckige Eingangsveranda mit darüberliegender Terrasse und Zwerchhaus mit seitlichen Bandgauben. Am Südgiebel polygonaler Veranda-Vorbau unter polygonalem Pultdach. Bauzeitliche Einfriedung zur Straße durch Hausteinmauer, daran anschließend Abgrenzung des Vorgartens durch Lattenzaun mit Haustein-Pfeilern auf Haustein-Sockel. | 31103170 | BW   |
| Dorfstraße 3 53° 0′ 56″ N, 10° 17′ 6″ O | Vorgarten    | Vorgarten mit Feldsteinmauer als Einfriedung zur Straße sowie Abgrenzung zur Hoffläche durch Mauer mit Feldsteinpfeilern und Lattenzaunelementen. Kopflinden entlang der Straße. | 31103690 | BW   |

## Holthusen I

### Einzeldenkmal in Holthusen I
| Lage                               | Bezeichnung     | Beschreibung | ID       | Bild |
| ---------------------------------- | --------------- | --- | -------- | ---- |
| Nr. 1 53° 3′ 13″ N, 10° 17′ 35″ O  | Speicher        | Anderthalbgeschossiger verbohlter Fachwerkbau unter ziegelgedecktem Satteldach. Profilierte Knaggen unter dem traufseitigen Dachüberstand. | 31103222 | BW   |
| Nr. 4 53° 3′ 8″ N, 10° 17′ 11″ O   | Backhaus        | | 31103240 | BW   |
| Nr. 13 53° 3′ 13″ N, 10° 16′ 50″ O | Treppenspeicher | | 31103276 | BW   |
| Nr. 13 53° 3′ 11″ N, 10° 16′ 50″ O | Scheune         | Wandständerbau in Bohlenfachwerk unter einseitig am Südwestgiebel abgewalmtem Satteldach. 1704 erbaut, 1812 hierher transloziert.          | 31103258 | BW   |

## Lintzel

### Einzeldenkmal in Lintzel
| Lage                                       | Bezeichnung               | Beschreibung | ID       | Bild |
| ------------------------------------------ | ------------------------- | --- | -------- | ---- |
| Am Forsthaus 2 52° 59′ 16″ N, 10° 15′ 6″ O | Wohn-/ Wirtschaftsgebäude | Zweiständer-Fachwerkhaus unter Halbwalmdach vorwiegend mit Reetdeckung. Innengerüst im Kern 1550 (d), Außenhülle 1822/1842 (i).                        | 31103312 | BW   |
| Am Forsthaus 2 52° 59′ 16″ N, 10° 15′ 6″ O | Speicher                  | Anderthalbgeschossiger Wandständerbau in Bohlenfachwerk unter Satteldach. Inschrift mit Datierung "1779" am Türsturz auf der nordöstlichen Traufseite. | 31103294 | BW   |

## Wettenbostel

### Einzeldenkmal in Wettenbostel
| Lage                               | Bezeichnung               | Beschreibung | ID       | Bild |
| ---------------------------------- | ------------------------- | --- | -------- | ---- |
| Nr. 2 53° 4′ 29″ N, 10° 16′ 53″ O  | Treppenspeicher           | Anderthalbgeschossiger Wandständerbau, verbohlt, unter Satteldach in Reetdeckung. Außentreppe am Nordwestgiebel. Inschriftliche Datierung am Türsturz: 1821.                                | 31103402 | BW   |
| Nr. 3 53° 4′ 29″ N, 10° 16′ 54″ O  | Wohn-/ Wirtschaftsgebäude | Freistehendes Zweiständer-Fachwerkhaus mit Backsteinausfachung unter Halbwalmdach in Ziegelpfannendeckung. Im Kern 1571(d), Außenwände im 19. Jahrhundert erneuert.                         | 31103420 | BW   |
| Nr. 15 53° 4′ 34″ N, 10° 17′ 1″ O  | Ehemalige Schule          | Vierständer-Fachwerkhaus mit Backsteinausfachung unter Halbwalmdach. Außermittiges Dielentor am östlich gelegenen Wirtschaftsgiebel. Älteres von zwei benachbarten ehemaligen Schulhäusern. | 31103457 | BW   |
| Nr. 17 53° 4′ 45″ N, 10° 17′ 52″ O | Forsthaus                 | Fachwerkbau mit Querdiele unter Halbwalmdach in Ziegelpfannendeckung. Ursprünglich Musterhaus in Köln, 1937 hierher transloziert.                                                           | 31103348 | BW   |

## Wulfsode

### Einzeldenkmal in Wulfsode
| Lage                                           | Bezeichnung                                                   | Beschreibung | ID       | Bild |
| ---------------------------------------------- | ------------------------------------------------------------- | --- | -------- | ---- |
| 53° 3′ 56″ N, 10° 14′ 23″ O                    | Abschnitt der alten Salzstraße Lüneburg-Celle mit Birkenallee | Die Salzstraße hatte in Wulfsode einen Ausspann. Nordöstlich des Dorfes befindet sich noch ein Teil dieser Salzstraße mit Birken. Das südwestliche Ende befindet sich nahe dem Dorfausgang und dem Ende des Waldes (Lage) und der nordöstliche etwa dort, wo westlich des Weges der Wald beginnt. (Lage). | 31103601 | BW   |
| Langlinger Straße 4 53° 3′ 43″ N, 10° 14′ 5″ O | Speicher                                                      | Anderthalbgeschossiger Doppelspeicher in Bohlenfachwerk unter Satteldach mit Reetdeckung. Außentreppen an beiden Giebelseiten. Transloziert von der Försterei in Langlingen. 1808. | 31103548 | BW   |

## Wulfsode/Langlingen

### Einzeldenkmal in Wulfsode/Langlingen
| Lage                              | Bezeichnung               | Beschreibung                                                                                                 | ID       | Bild |
| --------------------------------- | ------------------------- | --- | -------- | ---- |
| Nr. 1 53° 4′ 30″ N, 10° 13′ 54″ O | Wohn-/ Wirtschaftsgebäude | Massiver Sichtbacksteinbau nach Vorbild eines Vierständers unter Halbwalmdach in Ziegelpfannendeckung. 1855. | 31103621 | BW   |

## Ehemalige Baudenkmale
| Lage                                                  | Bezeichnung                                     | Beschreibung | ID | Bild |
| ----------------------------------------------------- | ----------------------------------------------- | ------------ | -- | --- |
| Schatensen Wiesenstraße 2 53° 1′ 56″ N, 10° 17′ 12″ O | Scheune                                         |              |    | [[Vorlage:Bilderwunsch/code!/C:53.032209,10.286608!/D:Schatensen Wiesenstraße 2, Scheune!/\|BW]]         |
| Wettenbostel Nr. 7 53° 4′ 35″ N, 10° 17′ 4″ O         | Ehemalige Schule                                |              |    | [[Vorlage:Bilderwunsch/code!/C:53.076302,10.284322!/D:Wettenbostel Nr. 7, Ehemalige Schule!/\|BW]]       |
| Wettenbostel Schaper Berg 53° 4′ 46″ N, 10° 16′ 27″ O | Außenschafstall                                 |              |    | [[Vorlage:Bilderwunsch/code!/C:53.079526,10.274187!/D:Wettenbostel Schaper Berg, Außenschafstall!/\|BW]] |
| Refarth I                                             | Schafstall                                      |              |    | |
| Refarth II                                            | Wohnwirtschaftsgebäude mit Feldsteinpflasterung |              |    | |